# The Narrative
The Narrative est un groupe de rock indépendant américain, originaire de Long Island, à New York. Il est constitué de Suzie Zeldin (chant et clavier) et Jesse Gabriel (chant et guitare). Jusqu'en 2010, il comprenait aussi Charlie Seich à la batterie. The Narrative a sorti deux albums, The Narrative et Golden Silence, trois EP, Just Say Yes, Nothing Without You et Kickstarter, et un album de faces-B, B-Sides and Seasides.

## Biographie

### Débuts (2006-2007)
En 2006, après ses études, Jesse Gabriel décide de se trouver quelques musiciens. Il publie ensuite une annonce via Craigslist. Parmi les réponses reçues, celle de Suzie Zeldin attire l'œil et ils décident de se rencontrer,. Ils découvrent alors qu'ils étaient dans la même école de Bellmore, à Long Island, mais qu'ils ne s'étaient jamais rencontrés. Ils décident de s'associer et de former un groupe sous le nom de January Window, avant de changer pour The Narrative.
Le premier morceau du groupe est une version démo de End All, sortie le 1er janvier 2007, qui sera plus tard sur leur premier album. Jesse n'était pas voué à chanter, jusqu'à la demande de Suzie sur la chanson Slide des Goo Goo Dolls. Suzie étant satisfaite du résultat musical obtenu, Jesse continue au chant et aux chœurs. Ils recrutent le batteur Charles Seich afin d'enregistrer un EP.
En 2007, Suzie participe à quelques projets chantant en russe sur I'm Breathing... Are You Breathing Too? d'Envy on the Coast, Melt Your heart sur l'album Transcendencede Fairmont, et No Matter What I Say You're Going To Do It de The Minus Scale. Elle chante aussi sur le côté Dashboard Confessional sur leur EP-split,.

### Just Say Yes(2008-2009)
The Narrative passe deux ans entre 2007 et 2008 dans l'appartement de Suzie Zeldin à Upper West Side, à écrire des chansons pour leur EP Just Say Yes. La production se base sur une grande idée ; Jesse explique que « c'est tellement excitant de composer toutes ces chansons. » L'EP est produit par Bryan Russell, qui donnera l'inspiration sonore au groupe, qui joue un style dans le veine de Death Cab for Cutie et Jimmy Eat World. Just Say Yes est publié sans label le 30 août 2008.
Le groupe fait la promotion de l'EP en le publiant en intégralité en streaming sur la page d'accueil de Myspace Canada. Jusqu'à la fin 2011-2012, des chansons de Just Say Yes sont intégrées dans les émission de téléréalité Real World: Brooklyn et Real World: Cancun, Jersey Shore, Savage U, des émissions sur MTV2, MTV Canada et sur VH-1, dans la série télévisée Gigantic diffusée sur Nickelodeon, National Geographic et Starz.
L'EP Nothing without You sort le 6 mars 2010.

### The Narrative(2010–2011)
Le 27 juillet 2010, le groupe sort le premier album, The Narrative, produit par Bryan Russell. Il est enregistré au studio Red Wire Audio de New York,. Il est différent du précédent opus. Sans bassiste, le groupe fait appel à leur ami Ari Sadowitz pour les morceaux de basse sur l'album.
L'album est mis en page d'accueil de MySpace U.S. PureVolume déclare The Narrative, Top Unsigned Bands of 2010, et The American Creative classe l'album dans le top 20 albums. The Narrative participe à une campagne publicitaire pour Propellerhead Software.
The Narrative se lance dans une grande tournée américaine l'été 2010, jouant à SXSW, à CMJ et à New York.

### B-Sides and Seasides(2012–2015)

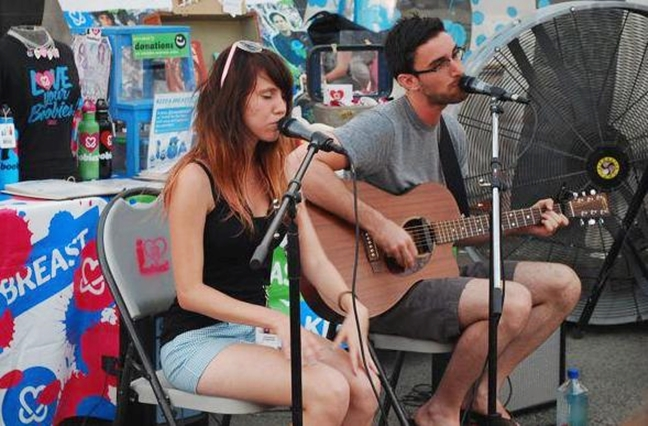
The Narrative au Imagine If There Was No Cancer, organisé par la Keep A Breast Foundation Act au Vans Warped Tour en 2011.

Le groupe sort le 2 avril 2012, B-Sides and Seasides, un EP promotionnel de chansons acoustiques des albums Just Say Yes et The Narrative.
Dans un communiqué du 26 mars 2012, le groupe annonce la sortie prochaine de son nouvel album, enregistré dans une grange à New York. Le premier le single du deuxième album, intitulé Chasing a Feeling, est publié le 3 juillet 2014 avec un vidéoclip réalisé par Sean O'Kane.

### Golden silence(2016)
En 2012, le groupe a commencé à enregistrer l'album dans le nord de l'État de New York dans une maison mais il n'a été achevé qu'en 2016 en raison de difficultés financières. L'album Golden Silence, enregistré au Red Wire Audio, sort le 2 décembre 2016 ; il est autoproduit.

### 'Monoliths'single(2021)
Après cinq ans de pause, le groupe revient avec la sortie du single "Monoliths" sort le 14 juin 2021.

## Influences
The Narrative est classé dans l'indie pop, le pop rock et la folk. Ils s'inspirent de groupes comme Death Cab For Cutie, Brand New, The Academy Is, Counting Crows, Destry et Bon Iver. Suzie a des influences du ska, punk et emo, et Jesse du hip-hop et du rock des années 1960.

## Membres

### Membres actuels
- Suzie Zeldin - chant, claviers
- Jesse Gabriel - chant, guitare

### Membres additionnels
- Jay Scalchunes - batterie
- Ari Sadowitz - studio

### Anciens membres
- Charles Seich - batterie

## Discographie
Notes et références
1. 1 2   (en) Becky Bain, « Popping Up: The Narrative », idolator, BUZZmusic, 18 mai 2010 (consulté le 6 août 2012)
2. ↑  Tris McCall, « Indie-rock trio the Narrative gives its album a dramatic arc », Newark Star-Ledger,‎ 20 août 2010 (lire en ligne, consulté le 6 août 2012).
3. 1 2 3  (en) Allan Stackhouse, « Interview with Jesse Gabriel of The Narrative », sur LA Music Blog, 27 avril 2011 (consulté le 27 mai 2014)
4. ↑  « The Narrative at RM64 Artists » (consulté le 27 mai 2014).
5. ↑  (en) « Suzie Zeldin Credits on AllMusic », sur AllMusic, All Media Network, LLC (consulté le 19 août 2014)
6. ↑  (en) « Fairmont Discography » (consulté le 27 mai 2014)
7. ↑  (en) « Bright Lights (3:28) », Last.fm (consulté le 9 août 2012).
8. ↑  (en) « Suzie Zeldin », RTBot (consulté le 9 août 2012).
9. ↑  MTV CMI Team, « Music from Jersey Shore Episode 3, Season 4 », sur MTV, Viacom, 18 août 2011 (consulté le 19 août 2014)
10. ↑  MTV CMI Team, « Music from Savage U Episode 7 Season 1 », sur MTV, Viacom, 15 mai 2012 (consulté le 19 août 2014)
11. ↑  (en) « Tonight's Degrassi and Gigantic Songs! », sur TeenNick, Viacom, 5 novembre 2010 (consulté le 19 août 2014).
12. ↑  (en) Noe Pacheco, « The Narrative Set Date for Self-Titled Album Release », sur Gighive, The Buzz, 23 juin 2010 (consulté le 27 mai 2014)
13. ↑  (en) Genestout, « New York City trio The Narrative benefits from a ‘feminine presence’ », sur Genestout, The Buzz, 19 novembre 2010 (consulté le 27 mai 2014).
14. ↑  (en) « PureVolume's Top Unsigned Bands of 2010 », sur PureVolume, Spin Music, 2010 (consulté le 26 mai 2014).
15. ↑  (en) « The Narrative #5 », sur The American Creative (consulté le 27 mai 2014).
16. ↑  « Propellerhead Software Newsletter January 20, 2010 », sur Propellerhead, Propellerhead, 21 janvier 2010 (consulté le 16 avril 2015).
17. ↑  (en) « The Narrative’s “Chasing A Feeling” Video: Idolator Premiere », Idolator.com, 2014 (consulté le 4 février 2014).
18. ↑  (en) The Narrative, « An effort to be “back” », sur Medium, 2 avril 2021 (consulté le 24 octobre 2021)
19. ↑  Monoliths - Single par The Narrative, 14 juin 2021 (lire en ligne)
20. ↑  (en) Harmonic Series Interview
21. ↑  (en) The Narrative 2012's album influenses